# Соціальна перцепція
Соціальна перцепція (лат. perceptio — укр. сприйняття) — суспільне розуміння й оцінка соціальних об’єктів.

## Історія
Даний термін введений американським психологом Дж. Брудером для позначення факту соціальної зумовленості сприйняття, залежності і від характеристик стимулу, й від минулого досвіду суб’єкта, його цілей, намірів тощо. Пізніше поняття стали розуміти як цілісне сприйняття суб’єктом не тільки предметів матеріального світу, але й соціальних об’єктів.

## Особливості
1) активність суб’єкта соціальної перцепції, яка означає, що він не є пасивним стосовно того, що сприймає, на противагу сприйняття неістот. І об’єкт, і суб’єкт соціального сприйняття впливають один на одного, прагнуть трансформувати уявлення про себе в сприятливий бік; 
2) цілісність того, що сприймається, вказує на те, що увага суб’єкта зосереджена не на моментах породження образу як результату відбиття реальності, а на змістовних і оціночних інтерпретаціях об’єкта сприйняття; 
3) вмотивованість суб’єкта, свідчить про те, що сприйняття соціальних об’єктів характеризується більш вираженим поєднанням пізнавальних інтересів суб’єкта з його емоційним ставленням до того, кого сприймають.
4) сприйняття групою іншої групи (або груп). Процес соціальної перцепції являє собою діяльність його суб’єкта з оцінки зовнішнього вигляду, психологічних особливостей, дій і вчинків особи, за якою спостерігають. 
Залежно від цих уявлень суб’єкт прогнозує своє ставлення і поведінку в різних ситуаціях взаємодії й спілкування з іншими людьми.